# Sarcocystidae
Famille
Les Sarcocystidae sont une famille de protistes parasites de l'ordre des Eucoccidiorida.

## Liste des genres
Selon GBIF (21 novembre 2023) :
- Besnoitia Henry, 1913
- Frenkelia Biocca, 1968
- Hammondia Frenkel, 1974
- Neospora Dubey, Carpenter, Speer, Topper & Uggla, 1988
- Nephroisospora Wünschmann, Wellehan, Armien, Bemrick, Barnes et al., 2010
- Sarcocystis Lankester, 1882
- Toxoplasma Nicolle & Manceaux, 1909

Selon The Taxonomicon (21 novembre 2023) :
sous-famille des Sarcocystinae Poche, 1913
- Frenkelia Biocca, 1968
- Sarcocystis Lankester, 1882

sous-famille des Toxoplasmatinae Biocca, 1957
- Besnoitia Henry, 1913
- Hammondia Frenkel, 1974
- Neospora Dubey, Carpenter, Speer, Topper & Uggla, 1988
- Toxoplasma Nicolle & Manceaux, 1909

## Publication originale
- (de) F. Poche, « Das System der Protozoen », Archiv für Protistenkunde, vol. 30,‎ 1913, p. 125–321